# Apia International Sydney 2016
Apia International Sydney 2016 byl společný tenisový turnaj mužského okruhu ATP World Tour a ženského okruhu WTA Tour, hraný v areálu NSW Tennis Centre na otevřených dvorcích s tvrdým povrchem Plexicushion. Probíhal ve druhém týdnu sezóny mezi 10. až 16. lednem 2016 v metropoli Nového Jižního Walesu, Sydney, jako 124. ročník turnaje.
Mužská polovina se řadila do kategorie ATP World Tour 250 a její dotace činila 461 330 amerických dolarů. Ženská část s rozpočtem 753 000 dolarů byla součástí kategorie WTA Premier Tournaments. Turnaj představoval událost Australian Open Series v týdnu před úvodním grandslamem roku, Australian Open.
Nejvýše nasazenými tenisty v singlových soutěžích se stali osmnáctý hráč žebříčku 	Bernard Tomic z Austrálie a světová dvojka Simona Halepová z Rumunska. Posledními přímými účastníky hlavních singlových soutěžích se stali 61. uzbecký hráč žebříčku Denis Istomin a 37. americká žena klasifikace Coco Vandewegheová. Ženskou vyhrála Ruska Světlana Kuzněcovová. Sedmý deblový titul v řadě získala nejlepší světový švýcarsko-indický pár Martina Hingisová a Sania Mirzaová. Šampionky tak ve finále vyhrály 30. zápas za sebou a překonaly výkon páru Gigi Fernándezová a Nataša Zverevová, jenž v sezóně 1994 dosáhl na sérii 28 zápasů. Lepší výsledek si naposledy předtím připsala československá dvojice Jana Novotná a Helena Suková, která v roce 1990 zaznamenala 44zápasovou neporazitelnost. Trofej v mužské dvouhře obhájil Srb Viktor Troicki a deblovou soutěž ovládl britsko-brazilský pár Jamie Murray a Bruno Soares.

## Rozdělení bodů a finančních odměn

### Rozdělení bodů
| Soutěž       | vítězové | finalisté | semifinalisté | čtvrtfinalisté | 16 v kole | 32 v kole | Q  | Q3 | Q2 | Q1 |
| ------------ | -------- | --------- | ------------- | -------------- | --------- | --------- | -- | -- | -- | -- |
| dvouhra mužů | 250      | 150       | 90            | 45             | 20        | 0         | 12 | 6  | 0  | 0  |
| čtyřhra mužů | 250      | 150       | 90            | 45             | 0         |           |    |    |    |    |
| dvouhra žen  | 470      | 305       | 185           | 100            | 55        | 1         | 25 | 18 | 13 | 1  |
| čtyřhra žen  | 470      | 305       | 185           | 100            | 1         |           |    |    |    |    |

### Finanční odměny
| Soutěž                                  | vítězové | finalisté | semifinalisté | čtvrtfinalisté | 16 v kole | 32 v kole | Q3     | Q2     | Q1   |
| --------------------------------------- | -------- | --------- | ------------- | -------------- | --------- | --------- | ------ | ------ | ---- |
| dvouhra mužů                            | $72 000  | $37 900   | $20 545       | $11 705        | $6 900    | $4 085    | $1 840 | $920   | —    |
| čtyřhra mužů                            | $21 850  | $11 500   | $6 230        | $3 570         | $2 090    | —         | —      | —      | —    |
| dvouhra žen                             | $128 800 | $68 585   | $36 600       | $19 660        | $10 540   | $5 750    | $3 010 | $1 600 | $885 |
| čtyřhra žen                             | $40 200  | $21 465   | $11 735       | $5 970         | $3 230    | —         | —      | —      | —    |
| ve čtyřhrách jsou uváděny částky na pár |          |           |               |                |           |           |        |        |      |

## Dvouhra mužů

### Nasazení
| Stát                          | Hráč                | ATP | Nasazení |
| ----------------------------- | ------------------- | --- | -------- |
| Austrálie                     | Bernard Tomic       | 18. | 1.       |
| Rakousko                      | Dominic Thiem       | 20  | 2        |
| Srbsko                        | Viktor Troicki      | 22. | 3.       |
| Bulharsko                     | Grigor Dimitrov     | 28. | 4.       |
| Itálie                        | Andreas Seppi       | 29. | 5.       |
| Francie                       | Jérémy Chardy       | 31. | 6.       |
| Argentina                     | Leonardo Mayer      | 35. | 7.       |
| Ukrajina                      | Alexandr Dolgopolov | 36. | 8.       |
| Žebříček ATP ke 4. lednu 2016 |                     |     |          |

### Jiné formy účasti
Následující hráčí obdrželi divokou kartu do hlavní soutěže:
- James Duckworth
- John Millman
- Jordan Thompson

Následující hráči postoupili z kvalifikace:
- Michail Kukuškin
- Nicolas Mahut
- Maximilian Marterer
- Alexander Sarkissian

Následující hráč postoupil z kvalifikace jako tzv. šťastný poražený:
- Iñigo Cervantes Huegun

### Odhlášení
před zahájením turnaje
- Julien Benneteau (poranění třísla) → nahradil ho Iñigo Cervantes Huegun
- Janko Tipsarević → nahradil ho Simone Bolelli

### Skrečování
- Martin Kližan (poranění levého ramena)
- Bernard Tomic

## Mužská čtyřhra

### Nasazení
| Stát                                                                                  | Hráč              | Stát     | Hráč          | WTA | Nasazení |
| ------------------------------------------------------------------------------------- | ----------------- | -------- | ------------- | --- | -------- |
| Nizozemsko                                                                            | Jean-Julien Rojer | Rumunsko | Horia Tecău   | 5.  | 1.       |
| USA                                                                                   | Bob Bryan         | USA      | Mike Bryan    | 9.  | 2.       |
| Brazílie                                                                              | Marcelo Melo      | Kanada   | Daniel Nestor | 19. | 3.       |
| Indie                                                                                 | Rohan Bopanna     | Rumunsko | Florin Mergea | 20. | 4.       |
| Žebříček ATP k 4. lednu 2016; číslo je součtem žebříčkového postavení obou členů páru |                   |          |               |     |          |

### Jiné formy účasti
Následující páry obdržely divokou kartu do hlavní soutěže:
- James Duckworth /  John Millman
- Matt Reid /  Jordan Thompson

TNásledující pár nastoupil z pozice náhradníka:
- Teimuraz Gabašvili /  Michail Kukuškin

## Ženská dvouhra

### Nasazení
| Stát                          | Hráčka                    | WTA | Nasazení |
| ----------------------------- | ------------------------- | --- | -------- |
| Rumunsko                      | Simona Halepová           | 2.  | 1.       |
| Polsko                        | Agnieszka Radwańská       | 5.  | 2.       |
| Česko                         | Petra Kvitová             | 6.  | 3.       |
| Německo                       | Angelique Kerberová       | 10. | 4.       |
| Česko                         | Karolína Plíšková         | 11. | 5.       |
| Švýcarsko                     | Timea Bacsinszká          | 12. | 6.       |
| Španělsko                     | Carla Suárezová Navarrová | 13. | 7.       |
| Švýcarsko                     | Belinda Bencicová         | 14. | 8.       |
| Žebříček WTA ke 4. lednu 2016 |                           |     |          |

### Jiné formy účasti
Následující hráčky obdržely divokou kartu do hlavní soutěže:
- Ana Ivanovićová
- Tammi Pattersonová
- Cvetana Pironkovová

Následující hráčky postoupily z kvalifikace:
- Lara Arruabarrenová
- Daniela Hantuchová
- Mirjana Lučićová Baroniová
- Mónica Puigová

Následující hráčky postoupily z kvalifikace jako tzv. šťastné poražené:
- Polona Hercogová
- Lucie Hradecká
- Magdaléna Rybáriková

### Odhlášení
před zahájením turnaje
- Irina-Camelia Beguová → nahradila ji Coco Vandewegheová
- Darja Gavrilovová (poranění břišního svalstva) → nahradila jiMagdaléna Rybáriková
- Madison Keysová → nahradila ji Caroline Garciaová
- Petra Kvitová (žaludeční potíže) → nahradila ji Lucie Hradecká
- Agnieszka Radwańská (poranění levé dolní končetiny) → nahradila ji Polona Hercogová
- Lucie Šafářová (rekonvalescence po bakteriální infekci) → nahradila ji Lesja Curenková

v průběhu turnaje
- Angelique Kerberová

### Skrečování
- Belinda Bencicová

## Ženská čtyřhra

### Nasazení
| Stát                                                                                   | Hráčka             | Stát             | Hráčka                 | WTA | Nasazení |
| -------------------------------------------------------------------------------------- | ------------------ | ---------------- | ---------------------- | --- | -------- |
| Švýcarsko                                                                              | Martina Hingisová  | Indie            | Sania Mirzaová         | 3.  | 1.       |
| Čínská Tchaj-pej                                                                       | Čan Chao-čching    | Čínská Tchaj-pej | Čan Jung-žan           | 19. | 2.       |
| Francie                                                                                | Caroline Garciaová | Francie          | Kristina Mladenovicová | 23. | 3.       |
| Maďarsko                                                                               | Tímea Babosová     | Slovinsko        | Katarina Srebotniková  | 25. | 4.       |
| Žebříček WTA ke 4. lednu 2016; číslo je součtem žebříčkového postavení obou členů páru |                    |                  |                        |     |          |

### Odhlášení
před zahájením turnaje
- Julia Görgesová (svalové poranění levostranného břičšního svalstva)

## Přehled finále

### Mužská dvouhra
- Viktor Troicki vs.  Grigor Dimitrov, 2–6, 6–1, 7–6(9–7)

### Ženská dvouhra
- Světlana Kuzněcovová vs.  Mónica Puigová, 6–0, 6–2

### Mužská čtyřhra
- Jamie Murray /  Bruno Soares vs.  Rohan Bopanna /  Florin Mergea, 6–3, 7–6(8–6)

### Ženská čtyřhra
- Martina Hingisová /  Sania Mirzaová vs.  Caroline Garciaová /  Kristina Mladenovicová, 1–6, 7–5, [10–5]